# Lorenzo Lauri
Lorenzo Lauri (Roma, 15 ottobre 1864 – Roma, 8 ottobre 1941) è stato un cardinale e arcivescovo cattolico italiano.

## Biografia
Nacque a Roma il 15 ottobre 1864.
Papa Pio XI lo elevò al rango di cardinale nel concistoro del 20 dicembre 1926.
Papa Pio XII lo nominò camerlengo subito dopo la propria elezione al papato. Infatti il cardinale Pacelli era camerlengo durante il pontificato del suo predecessore, Pio XI; e la carica rimase vacante quando Pacelli venne eletto Papa.
Da notare che, quando il cardinale Lauri morì, due anni dopo, il Papa decise di non nominare nessun suo successore. La carica di camerlengo rimase, così, vacante per diciassette anni - come anche quella di segretario di Stato, dopo la scomparsa del cardinale Maglione (1944) - e solo il Collegio cardinalizio, all'indomani della morte di Pio XII, nel 1958, provvedette alla nomina del nuovo camerlengo, Aloisi Masella. Il cardinale Lauri morì l'8 ottobre 1941 all'età di 76 anni.

## Genealogia episcopale e successione apostolica
La genealogia episcopale è:
- Cardinale Scipione Rebiba
- Cardinale Giulio Antonio Santori
- Cardinale Girolamo Bernerio, O.P.
- Arcivescovo Galeazzo Sanvitale
- Cardinale Ludovico Ludovisi
- Cardinale Luigi Caetani
- Cardinale Ulderico Carpegna
- Cardinale Paluzzo Paluzzi Altieri degli Albertoni
- Papa Benedetto XIII
- Papa Benedetto XIV
- Papa Clemente XIII
- Cardinale Bernardino Giraud
- Cardinale Alessandro Mattei
- Cardinale Pietro Francesco Galleffi
- Cardinale Giacomo Filippo Fransoni
- Cardinale Carlo Sacconi
- Cardinale Edward Henry Howard
- Cardinale Mariano Rampolla del Tindaro
- Cardinale Sebastiano Martinelli, O.E.S.A.
- Cardinale Donato Raffaele Sbarretti Tazza
- Cardinale Lorenzo Lauri

La successione apostolica è:
- Vescovo Domingo Juan Vargas, O.P. (1921)